# Melanichneumon tyrolensis
Melanichneumon tyrolensis är en stekelart som först beskrevs av Heinrich Habermehl 1925.
Melanichneumon tyrolensis ingår i släktet Melanichneumon och familjen brokparasitsteklar. Inga underarter finns listade i Catalogue of Life.